# Европа сад!
Покрет Европа сад! (скраћено ПЕС) је политичка организација у Црној Гори. Основали су је Милојко Спајић и Јаков Милатовић у јуну 2022. Представља економски либерални покрет, усредсријеђен на економију и антикорупцију.

## Историја
Кључна програмска обећања Покрета су просјечна плата од 1.000 евра, минимална пензија од 450 евра и нулта стопа незапослености, уз инсистирање на владавини права и опипљивим европским интеграцијама.
У августу 2022. године, Покрет Европа сад! је започео представљање кључних функционера, међу којима су, поред Спајића и Милатовића, Оливера Ињац, Филип Ивановић, Тихомир Драгаш, Филип Радуловић, Василије Чарапић и Андреј Миловић.
Покрет је учествовао на локалним изборима у октобру 2022, на којима је у Подгорици освојио 21,7% гласова, након чега је формирао нову градску власт, на челу с градоначелницом Оливером Ињац. Такође, Европа сад! је остварила најбољи резултат и у Даниловграду, чији је предсједник општине Александар Гргуровић члан Покрета.
На предсједничким изборима одржаним у марту, односно априлу, 2023. године, кандидат Покрета Јаков Милатовић убједљиво је побиједио Мила Ђукановића, док је на парламентарним изборима, одржаним 11. јуна 2023. године, Европа сад! постала најјача политичка групација у Црној Гори, освојивши 24 мандата.

## Резултати на изборима

### Предсједнички избори
| Избори | Кандидат        | 1. круг | 1. круг | 2. круг | 2. круг | Резултат  |
| Избори | Кандидат        | Гласови | %       | Гласови | %       | Резултат  |
| ------ | --------------- | ------- | ------- | ------- | ------- | --------- |
| 2023.  | Јаков Милатовић | 97.858  | 28,92%  | 221.592 | 58,88%  | Побиједио |

### Парламентарни избори
| Избори | Лидер          | Резултат | Резултат | Резултат | Резултат | Коалиција                 | Статус |
| Избори | Лидер          | Гласови  | %        | Мандати  | +/–      | Коалиција                 | Статус |
| ------ | -------------- | -------- | -------- | -------- | -------- | ------------------------- | ------ |
| 2023.  | Милојко Спајић | 77.203   | 25,53%   | 22 / 81  | нова     | ПЕС—УЦГ—Цивис—ДСЈ—ЈКП—СРС | власт  |